# Jasmin Umlauf
Jasmin Umlauf (* 7. Juni 1988 als Jasmin Stümper) ist eine ehemalige deutsche Fußballspielerin, die zuletzt für die SG 99 Andernach in der drittklassigen Regionalliga Südwest aktiv gewesen ist.

## Karriere
Umlauf spielte bereits im Alter von 17 Jahren für die erste Mannschaft des SC 07 Bad Neuenahr in der Bundesliga und wurde in ihrer Premierensaison im Seniorinnenbereich in 18 von 22 Punktspielen eingesetzt. Ihr Debüt in der höchsten Spielklasse gab sie am 21. August 2005 (2. Spieltag) bei der 1:9-Niederlage im Heimspiel gegen den FCR 2001 Duisburg mit Einwechslung für Nadine Fols in der 65. Minute. Ihr erstes und einziges Saisontor erzielte sie am 11. Dezember 2005 (11. Spieltag) beim 4:0-Sieg im Heimspiel gegen den SC Freiburg mit dem Treffer zum Endstand in der 89. Minute. Während ihrer Vereinszugehörigkeit bestritt sie 50 Bundesligaspiele (11 Tore) und alle drei Spiele der Gruppe 2 um den Bundesligacup 2007 im Rahmen des WM-Überbrückungsturniers; wobei ihr im zweiten Spiel beim 3:0-Sieg über die SG Wattenscheid 09 mit dem Treffer zur 1:0-Führung in der 29. Minute ein Tor gelang. Von 2010 bis 2012 war sie Spielerin der zweiten Mannschaft des SC 07 Bad Neuenahr. In der ersten Saison trug sie mit 21 Toren in 20 Punktspielen zur regionalen Meisterschaft, verbunden mit dem Aufstieg in die 2. Bundesliga bei. In dieser Spielklasse bestritt sie ebenfalls 20 Punktspiele, in denen sie sechs Tore erzielte. Während ihr Verein am Ende der Folgesaison absteigen musste, belegte sie mit dem 1. FC Köln, zu dem sie gewechselt war, den zweiten Platz und kam auch in den ersten drei Runden des DFB-Pokalwettbewerbs zum Einsatz. In der Saison 2013/14 spielte sie in der drittklassigen Regionalliga West für den 1. FC Köln II, bevor sie sich nach Andernach begab. Für die SG 99 Andernach bestritt sie von 2014 bis zu ihrem Karriereende mit Abschluss der Saison 2018/19 insgesamt 86 Punktspiele, in denen sie 44 Tore erzielte. Am Saisonende 2017/18 – der bis dahin einzigen Zweitligasaison des Vereins – war sie mit elf Toren – gemeinsam mit Selina Cerci (FC Bayern München II) – die viertbeste Zweitligatorschützin.

## Erfolge
- Zweimaliger Aufstieg in die 2. Bundesliga
  - als Meister Regionalliga Südwest 2011 (mit dem SC 07 Bad Neuenahr II) und 2017 (mit der SG 99 Andernach)